# Texas Eagle (tren MP)
El Texas Eagle era un tren de pasajeros estadounidense operado por el Missouri Pacific Railroad y Texas y Pacific Railway entre San Luis, Misuri, y múltiples destinos en el estado de Texas. Operó desde 1948 hasta 1971. El Texas Eagle fue uno de los muchos trenes descontinuados cuando Amtrak comenzó a operar en 1971, aunque Amtrak reviviría el servicio sobre el Pacífico de Misuri con el Inter-American en 1974. Este tren pasó a llamarse Eagle en 1981 y finalmente el Texas Eagle en 1988.

## Historia
El Texas Eagle comenzó el 15 de agosto de 1948 con el cambio de nombre de Sunshine Special. Durante trece años, el Texas Eagle operó como dos secciones separadas, saliendo de San Luis al final de la tarde, una detrás de la otra. en un intervalo de aproximadamente 10 minutos. En Longview, las rutas divergieron. La sección del oeste de Texas continuó hasta Dallas y El Paso, mientras que la sección del sur de Texas dividió los automóviles para Houston y Galveston en Palestine, y luego operó hasta Austin y San Antonio. En 1952, se añadieron al tren vagones tipo cúpula. Después de 1961, el Texas Eagle se consolidó como un solo tren muy largo, entre San Luis y Longview, Texas, donde el tren se dividió en varias secciones, cada una de las cuales daba servicio a diferentes ciudades de Texas. La sección del oeste de Texas (West Texas Eagle) del Texas Eagle continuó desde Longview hasta Dallas, Fort Worth y El Paso; la sección del sur de Texas (South Texas Eagle) sirvió a Palestine, Austin, San Antonio y Laredo. Una tercera sección del Texas Eagle se separó del tren principal en Palestine y brindó servicio a Houston.

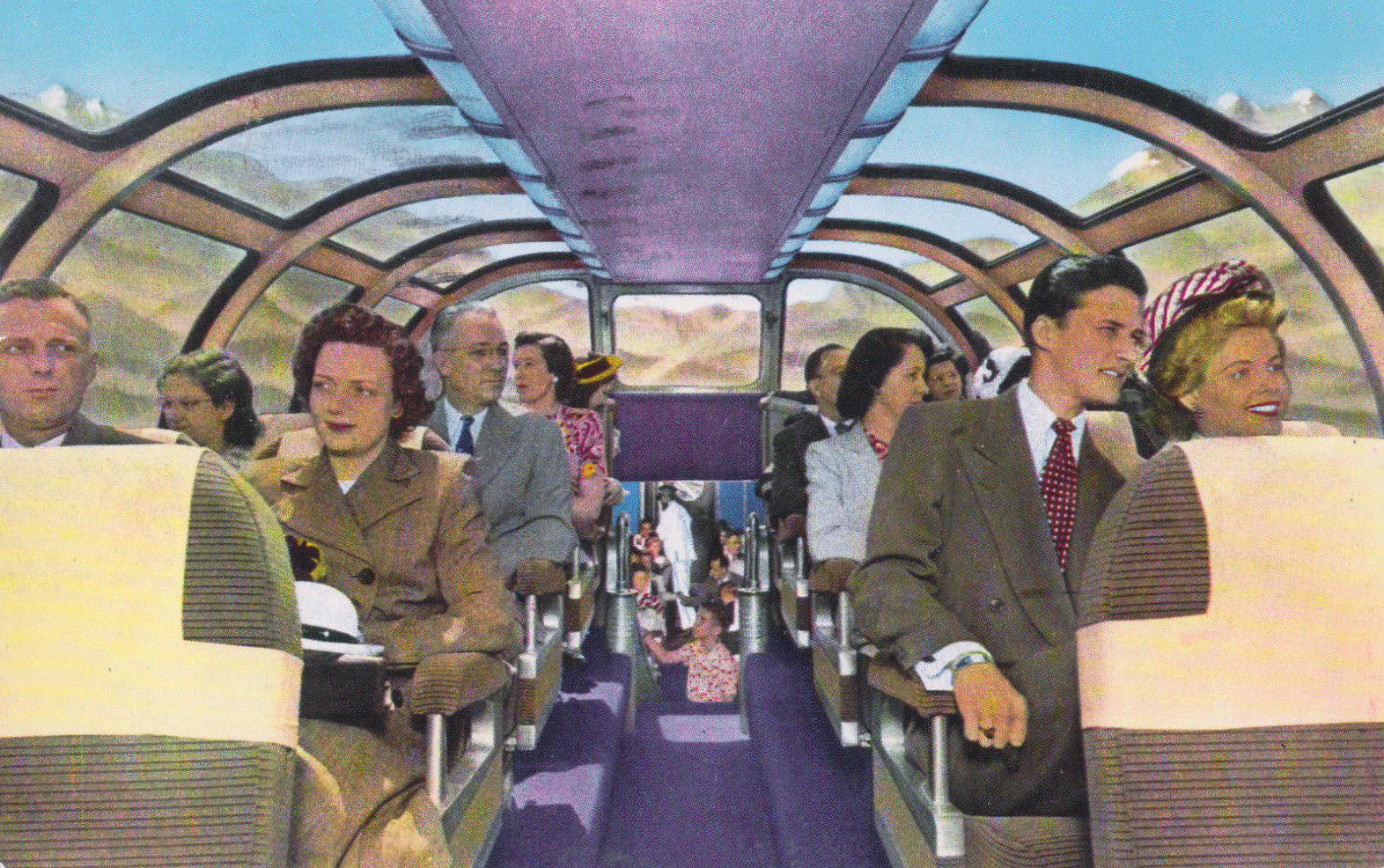
Los coches Planetarium Dome fueron equipos destacados en el Texas Eagle

Si bien en su extremo norte, el Texas Eagle servía a San Luis, como se señaló anteriormente, también tenía otra sección que se separaba en Little Rock, en dirección este hacia Memphis.
El 12 de diciembre de 1948, unos meses después de su creación, el Texas Eagle transportó traviesas desde Penn Texas del Pennsylvania Railroad, proporcionando un viaje en un solo asiento desde Washington D. C. y la ciudad de Nueva York hasta Texas. El servicio nocturno finalizó el 30 de junio de 1961, pero aún era posible hacer una conexión entre los dos trenes en San Luis, el  134 y el 135.
La sección occidental terminó el 31 de mayo de 1969, dejando un San Antonio-San Luis. Missouri Pacific descontinuó el segmento intraestatal restante de Texas del Texas Eagle el 22 de septiembre de 1970. Missouri Pacific pasó por alto a la Interstate Commerce Commission argumentando (ante la Comisión de Ferrocarriles de Texas) que el "Texas Eagle" no era un tren interestatal sino más bien tres trenes intraestatales: uno que iba entre San Antonio y Texarkana, otro que iba desde Texarkana hasta la frontera de Misuri y un tercero que iba desde la frontera de Misuri hasta San Luis. La Comisión de Ferrocarriles de Texas aceptó este argumento y permitió que Missouri Pacific pusiera fin a la porción de Texas del Texas Eagle. El fallo de la Comisión de Ferrocarriles de Texas se dictó menos de un mes antes de que el presidente Nixon firmara la legislación Railpax que imponía una moratoria a las interrupciones de trenes de pasajeros en previsión de la puesta en marcha de Amtrak. El truncamiento San Luis-Texarkana del Texas Eagle continuó funcionando hasta la llegada de Amtrak el 1 de mayo de 1971, cuando se suspendió.

### Servicio internacional
Desde sus inicios, hasta finales de la década de 1960, el South Texas Eagle contaba con vagones que continuaban desde Laredo, Texas, donde se hacía una conexión con el Águila Azteca para Nuevo Laredo y Ciudad de México, operado por los Ferrocarriles Nacionales de México. Asimismo, había coches cama Pullman que continuaban hasta la Ciudad de México.

## Formación del tren
La edición de diciembre de 1952 de la Official Guide of the Railways enumeraba lo siguiente para un Texas Eagle en dirección sur:
| Tipo                                           | Asientos                                                 | Ruta                    |
| ---------------------------------------------- | -------------------------------------------------------- | ----------------------- |
| No. 1: San Luis-Fort Worth-El Paso             |                                                          |                         |
| Cama                                           | 14 habitaciones pequeñas, 1 salón, 2 habitaciones dobles | San Luis-Fort Worth     |
| Cama                                           | 14 habitaciones pequeñas, 4 habitaciones dobles          | New York-El Paso        |
| Cama                                           | 14 habitaciones pequeñas, 4 habitaciones dobles          | Washington-Fort Worth   |
| Cama                                           | 14 habitaciones pequeñas, 4 habitaciones dobles          | Memphis-Fort Worth      |
| Cama                                           | Habitaciones pequeñas y dormitorios                      | Dallas-Los Ángeles      |
| Lounge                                         | 5 dormitorios                                            | San Luis-Fort Worth     |
| Comedor                                        |                                                          | San Luis-Fort Worth     |
| Coche                                          |                                                          | San Luis-El Paso        |
| Coche                                          |                                                          | San Luis-Fort Worth     |
| Coche                                          |                                                          | Memphis-Fort Worth      |
| Tipo                                           | Asientos                                                 | Ruta                    |
| No. 21: San Luis-Palestine-Houston/San Antonio |                                                          |                         |
| Cama                                           | 14 habitaciones pequeñas, 1 salón, 2 habitaciones dobles | San Luis-Galveston      |
| Cama                                           | 14 habitaciones pequeñas, 4 habitaciones dobles          | Memphis-Houston         |
| Cama                                           | 10 habitaciones pequeñas, 6 habitaciones dobles          | Washington-Houston      |
| Cama                                           | 10 habitaciones pequeñas, 6 habitaciones dobles          | New York-Houston        |
| Cama                                           | 10 habitaciones pequeñas, 6 habitaciones dobles          | New York-San Antonio    |
| Cama                                           | 14 habitaciones pequeñas, 4 habitaciones dobles          | San Luis-San Antonio    |
| Cama                                           | 14 habitaciones pequeñas, 4 habitaciones dobles          | San Luis-San Antonio    |
| Comedo lounge                                  |                                                          | San Luis-Houston        |
| Comedo lounge                                  |                                                          | San Luis-San Antonio    |
| Coche                                          |                                                          | San Luis-Houston        |
| Coche                                          |                                                          | San Luis-Corpus Christi |
| Coche                                          |                                                          | San Luis-San Antonio    |
| Coche                                          |                                                          | San Luis-San Antonio    |
| Coche                                          |                                                          | San Luis-San Antonio    |
| Coche                                          |                                                          | San Luis-San Antonio    |
| Coche                                          |                                                          | Houston-Galveston       |
| Tipo                                           | Asientos                                                 | Ruta                    |
| No. 201: Memphis-Little Rock                   |                                                          |                         |
| Cama                                           | 14 habitaciones pequeñas, 4 habitaciones dobles          | Memphis-Fort Worth      |
| Cama                                           | 14 habitaciones pequeñas, 4 habitaciones dobles          | Memphis-Houston         |
| Coche                                          |                                                          | Memphis-Little Rock     |
| Coche                                          |                                                          | Memphis-Fort Worth      |